# عصر فرمانروایان ۳: فرماندهان نبرد
عصر فرمانروایان ۳: فرماندهان نبرد (به انگلیسی: Age of Empires III: The WarChiefs) نام بازی رایانه‌ای در سبک استراتژیک است که توسط استودیو انسمبل ساخته شد. این بازی توسط استودیو بازی مایکروسافت، در ۱۷ اکتبر ۲۰۰۶ منتشر شد. این بازی، با نام عصر فرمانروایان ۳: نسخه طلایی نیز گفته می‌شود.
این بازی، نسخه بهبود یافته عصر فرمانروایان ۳ بوده و افزون بر پیشرفت‌های فنی نسبت به نسخه پیشین، امکانات جدیدی چون پایتخت‌های جدید، شهروندان جدیدف سلاح‌ها و کارت‌های ببودسازی جدید نیز به مجموعه افزوده شده‌است.